# Gabinius Barbarus Pompeianus (préfet de la Ville)
Gabinius Barbarus Pompeianus (fl. 408-409) était un homme politique de l'Empire romain.

## Vie
Fils de Gabinius Vettius Probianus.
Il fut préfet de la Ville de Rome en 408 ou 409.
Il fut le père de Probianus Pompeianus.